# Цветков, Георгий
Георгий Цветков Иванов (болг. Георги Цветков Иванов; род. 10 сентября 1947, София, Болгария) — болгарский футболист, нападающий.

## Клубная карьера
Дебютировал во взрослом футболе в 1964 году за клуб Спартак (София) в 17-летнем возрасте. В команде пробыл 4 года, сыграв в 101 матче и забив при этом 25 голов.
В 1969 году перешёл в Академик (София), но уже в следующем году стал игроком команды клуба Левски, в котором провёл 7 лет и принял участие в 154 матчах.
Завершил карьеру футболиста в 1979 году в клубе Спартак (Варна), за который выступал с 1977 года. 

## Карьера в сборной
Дебютировал в составе сборной Болгарии в 1967 году.
Он участвовал в летних Олимпийских играх 1968 года в Мехико, где завоевал серебряную медаль в составе сборной Болгарии.
Всего в составе сборной провёл 10 матчей и забил 1 год. 